# كرسي الحكمة

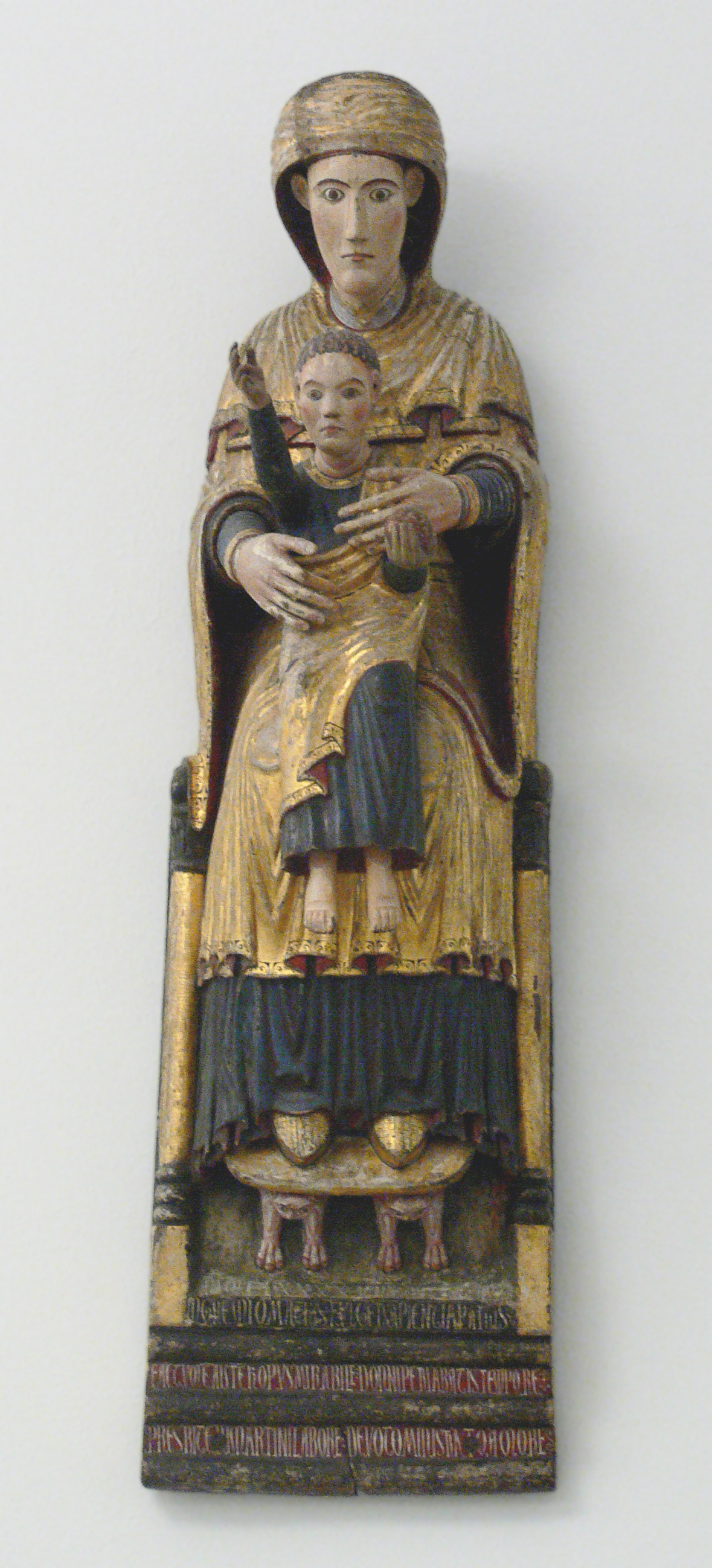

كرسي الحكمة، هو أحد الألقاب التكريمية التطويبية التي تنعت بها مريم العذراء، في التقاليد المسيحية سواءً الأرثوذكسية أم الكاثوليكية. المقصود «بالحكمة» هو المسيح استنادًا إلى وصفه الكتابي - العقائدي في سفر الأمثال بكونه حكمة الله. الأيقونات التي تعكس كرسي الحكمة تظهر العذراء جالسة على عرش ملكي، يشبه أيقونات صاحبة الجلالة، وبوضعية مستقيمة، وتضع المسيح طفلاً في حجرها. ازدهر لقب كرسي الحكمة في الشرق المسيحي بدءًا من القرن الرابع، وحينما شيدت كاتدرائية الحكمة المقدسة - آيا صوفيا - احتوت إحدى محاربيها على أيقونة كبيرة تظهر كرسي الحكمة. اللقب ونمط الفن الأيقوني المرتبط به انتشر في الغرب المسيحي بدءًا من القرن الحادي عشر، على يد بيتر دومياني، ونالت الأيقونات من نمط «كرسي الحكمة» انتشارًا واسعًا من حينها دون أن يفقد طابعه الأساسي القادم من الفن البيزنطي. وخلال القرون الوسطى المتأخرة دخلت عليه تأثيرات من الفن القوطي وعصر النهضة. العرش الذي ترسم عليه «صاحبة الجلالة» و«كرسي الحكمة» مقتبس من العرش الذي جلس عليه النبي سليمان وأجلس والدته والموصوف في سفر الملوك الأول 10 خلال حكمه لبني إسرائيل.
عام 2000 ومع ختام «اليوبيل الكبير»، طلب البابا يوحنا بولس الثاني من الفنان السلوفيني ماركو إليان رابنيك، تصميم لوحة من الموزاييك تصور كرسي الحكمة، وقدمّها للجامعات والمعاهد الكاثوليكية ما دفع عددًا من هذه الجامعات والمعاهد لتبنيها كشعار لها.